# Euplocia moderata
Euplocia moderata är en fjärilsart som beskrevs av Butler 1875. Euplocia moderata ingår i släktet Euplocia och familjen nattflyn. Inga underarter finns listade i Catalogue of Life.